# IC 1344
IC 1344 ist eine Spiralgalaxie vom Hubble-Typ S im Sternbild Wassermann. Sie ist schätzungsweise 365 Millionen Lichtjahre von der Milchstraße entfernt.
Das Objekt wurde am 5. August 1891 von dem Astronomen Stéphane Javelle entdeckt.